# Don Giovanni
Don Juan (italiensk originaltitel: Il dissoluto punito ossia Don Giovanni (på dansk: Den straffede vellystning)) er en opera komponeret af Mozart, med libretto af Lorenzo da Ponte. Operaen blev førsteopført i Prag den 29. oktober 1787.
Handlingen udspiller sig i Spanien efter år 1600.
Operaen hæver sig langt over de mange andre operaer, der er baseret på legenden om Don Juan. Operaen hører til i kategorien dramma giocoso (spøgefuldt drama), en genre der forener det tragiske og det komiske.
Den danske filosof Søren Kierkegaard forsikrede i Enten-Eller, at Mozarts Don Giovanni er det største kunstværk, der nogen sinde er skabt.

## Handling
Don Juan er en skruppelløs kvindebedårer, som – sammen med sin tjener Leporello – kaster sig ud i alle slags eventyr med det ene formål at erobre kvindehjerter. En anden opfattelse af Don Juan er, at han er en oprører, som kæmper for sin individualisme i et hierarkisk opbygget samfund, og at det netop er denne selvstændighed, som virker attråværdig på kvinderne omkring ham, så de forfører ham, og ikke omvendt.
I sit forsøg på at erobre Donna Anna forklæder Don Juan sig som hendes forlovede, idealisten Don Ottavio. Donna Anna gennemskuer ham; hendes far, il Commendatore ("Kommandanten"), kommer til, og Don Juan dræber faderen.
Donna Anna får Don Ottavio til at sværge, at han vil hævne hendes fars død.
Donna Elvira, en svigtet tidligere elskerinde, møder Don Juan og Leporello. Don Juan lader Leporello trøste hende med arien "Madamina, il catalogo è questo". Denne listearie er en lang opremsning af de kvinder, Don Juan har forført (... og i Spanien, tusind og tre...), og den har lagt navn til "en leporello" = en "harmonika"bog.
Don Juan planlægger en fest, som han vil holde sammen med Zerlinas og Masettos bryllup. Han forsøger at røve Zerlina; hun får dog råbt om hjælp og bliver reddet. Don Juan lader Leporello tage skylden, men de må begge flygte fra festen.
Leporello er forelsket i Donna Elviras kammerpige, men hende får Don Juan også et godt øje til. Leporello bestikkes derfor til at bytte klæder med Don Juan, så denne kan komme til at forføre hende. Mens Leporello er iført Don Juans klæder, fanges han af Donna Anna, Donna Elvira, Masetto og Don Ottavio, og et større drama udspiller sig.
Slutningen af denne opera skal ikke afsløres her, men den er både dramatisk og poetisk retfærdig.
Dette referat af handlingen gør det ikke klart hvad der retfærdiggør, at Don Giovanni er blevet kaldt "operaernes opera". De største operakomponister har vidst, at drama er andet og mere end digterens ord i tekstbogen. Et vigtigt moment er det, når personer – bevidst eller ubevidst – fortier eller fordrejer sandheden. Donna Anna er et eksempel herpå: Hun vedbliver at bedyre sin kærlighed til Ottavio, men hvad hun ikke tør sige åbent, kommer frem i musikken: at kun Giovanni har lært hende, hvad erotisk lidenskab er. Det er derfor berettiget at anse Anna for den dramatisk–psykologiske hovedperson – den som gennemgår en udvikling. Titelpersonen Giovanni er den samme fra begyndelsen til enden, og det er ikke tilfældigt, at den arie, som især karakteriserer ham, synges af Leporello (se ovenfor).

## Eksterne links
- Wikimedia Commons har flere filer relateret til Don Giovanni